# Павлина, Стив
Стив Павлина (англ. Steve Pavlina, род. 14 апреля 1971 года) — американский блогер, писатель, автор тренингов по теме саморазвития, предприниматель. Создатель веб-сайта StevePavlina.com и автор книги «Личное развитие для умных людей» (англ. Personal Development for Smart People).

## Биография
Стив родился и вырос в Лос-Анджелесе, в семье он был старшим из четырёх детей. Учился в частной иезуитской школе.
27 января 1991 Стив был арестован за крупную кражу в Сакраменто (Калифорния). Он был исключен из школы и приговорён к 60 часам общественных работ. По словам Стива, это послужило для него сигналом к переоценке своей жизни, также он отмечает, что столь мягкий приговор был обусловлен банальной судебной ошибкой.
Стив окончил колледж и получил степень по информатике и математике. После этого он основал компанию Dexterity Software, занимающуюся разработкой и издательством компьютерных игр.
Стив Павлина был вице-президентом Ассоциации Профессиональных Разработчиков ПО (англ. Association of Shareware Professionals (ASP)) в 1999 году и президентом ASP в 2000 году. Его вклад отмечен в зале славы ASP как «значительное влияние на окружающих через свои статьи и посты в блоге».
В 2004 году Стив Павлина создал веб-сайт и блог, посвящённый личному развитию StevePavlina.com, назвав его «Личное развитие для умных людей». В 2006 Стив покинул Dexterity Software и занялся коучингом вместо программирования.
В 2008 году выпустил книгу «Личное развитие для умных людей» (англ. Personal Development for Smart People), посвящённую нескольким основным темам из его блога, она была переведена на десяток разных языков и попала в список бестселлеров сайта Amazon.

## Блог
Павлина пишет в своём блоге о личностном росте, пути к успеху, осознанном отношении к жизни, личной продуктивности, мотивации, постановке и достижении целей, карьерном росте, здоровье, бизнесе и духовном развитии. Павлина проводит эксперименты с полифазным сном и ранними утренними подъёмами и описывает их в своём блоге.
В 2007 году Павлина был признан самым высокооплачиваемым блогером с расчётным доходом около 480 000 долларов в год.

## Влияние
В 2013 году певица и актриса Линдси Лохан сделала татуировку, основанную на треугольнике «истина, любовь, сила», описанном в блоге и книге Стива.